# Svalbard
Pour les articles homonymes, voir Svalbard (homonymie).
Le Svalbard (prononcé : /zval.baʁd/ ; en norvégien /ˈsʋɑl.bɑɖ/) est un archipel norvégien situé en mer du Groenland, dans l'océan Arctique, en mer de Barents et en mer de Norvège, entre le Groenland à l'ouest, la terre François-Joseph à l'est et l'Europe continentale au sud. Il constitue la terre la plus septentrionale de la Norvège et l'un de ses territoires. À l'exception de dix habitants sur l'île aux Ours située à 238 kilomètres plus au sud, ses 2 951 habitants se trouvent sur Spitzberg, la seule autre île habitée et la plus grande de l'archipel.
Territoire norvégien autonome et démilitarisé, il n'est pas soumis à la fiscalité norvégienne. Sa superficie n'est pas incluse dans celle de la Norvège et il n'est membre ni de l'espace Schengen, ni de l'Association européenne de libre-échange (AELE). Le statut de neutralité du Svalbard permet à n'importe quel pays d'exploiter librement les ressources locales, ce que fit longuement l'URSS en établissant et en administrant une colonie russe dans l'archipel norvégien pour exploiter une mine. La population russe dépassait même la population norvégienne jusque dans les années 1990.

## Géographie

### Topographie

Carte du Svalbard.

Distant de 447 kilomètres du Nordostrundingen, au Groenland, le Svalbard est un archipel principalement situé en mer du Groenland (Spitzberg), dans l'océan Arctique (Nordaustlandet) et en mer de Barents (Edgeøya, Barentsøya, Storøya, Kvitøya et l'archipel Kong Karls Land) ; la mer de Norvège abrite l'île aux Ours. L'archipel s'étend entre 74° et 81° de latitude nord et entre 10° et 34° de longitude est, formant ainsi la partie la plus septentrionale de la Norvège. Les quatre îles principales sont Spitzberg (39 044 km2), Nordaustlandet (14 443 km2),  Edgeøya (5 074 km2) et Barentsøya (1 288 km2). À 238 kilomètres au sud du Sørkapp, la pointe méridionale du Spitzberg, se trouve l'île aux Ours.
Les côtes ouest et nord du Spitzberg bordent la mer du Groenland. La côte nord de Nordaustlandet s'ouvre sur l'océan Arctique. L'archipel de Sjuøyane, au nord de Nordaustlandet, se trouve en totalité dans l'océan Arctique. Il abrite le point terrestre le plus boréal de Norvège, l'île Rossøya. L'extrémité septentrionale de la Norvège métropolitaine, Knivskjellodden, se trouve à 661 kilomètres de la pointe sud du Spitzberg. Les îles s'étendent sur 61 022 km2.
Des pans entiers du Svalbard sont recouverts par des glaciers, en particulier l'Austfonna sur Nordaustlandet. Environ 60 % du Svalbard sont recouverts de glaciers qui restent relativement peu épais, 300 à 400 mètres maximum, en raison de la relative sécheresse du climat. Cependant, le courant nord atlantique tempère le climat arctique, rendant les eaux navigables quasiment toute l'année.
L'archipel est montagneux, avec deux points culminants situés à 22 kilomètres l'un de l'autre : le Perriertoppen et le Newtontoppen, respectivement de 1 712 et 1 713 mètres d'altitude selon les mesures les plus récentes. Les côtes de cet archipel sont très découpées car il a été entièrement recouvert de glaciers pendant les glaciations. Les plus grands fjords du Svalbard mesurent entre quatre-vingts (Isfjord, à l'ouest) et plus d'une centaine de kilomètres de longueur (Wijdefjord au nord).
Le Svalbard est situé au-delà du cercle arctique. À Longyearbyen, le soleil de minuit reste présent du 20 avril au 23 août et la nuit polaire dure du 26 octobre au 15 février.

### Climat

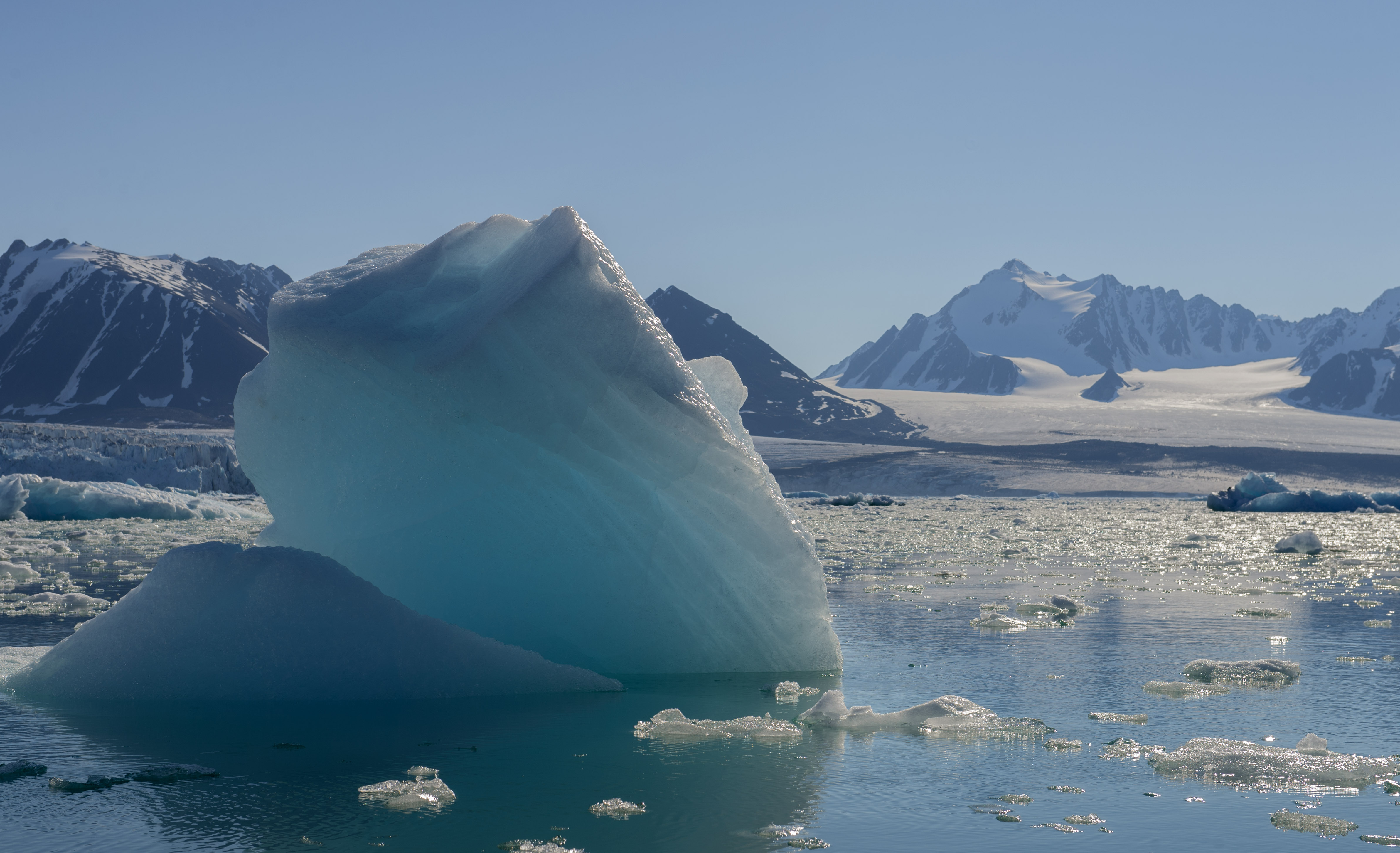
Glaces à Lilliehöökfjord, Svalbard (juillet 2016).

Le jour permanent commence vers la fin avril pour finir fin août. Au début de cette période, la température est proche de −10 à −5 °C. Toutefois, lors de tempêtes polaires ou bien lorsque le soleil se cache quelques heures derrière un pic ou un nuage, la température peut vite descendre à −15 °C et même −20 °C (dans ce cas extrême, seulement en bas des glaciers, car le vent s'y engouffre et se refroidit). Au cours de l'été, la température est normalement faiblement positive, habituellement comprise entre 0 °C et 10 °C. Au mois de juillet, il gèle rarement à Longyearbyen. Le ciel est très souvent couvert et les tempêtes y sont moins fréquentes.
Svalbard a un climat de type ET (Polaire de Toundra) avec comme record de chaleur 21,7 °C le 25 juillet 2020 et comme record de froid −46,3 °C le 4 mars 1986. La température moyenne annuelle est de −5,7 °C.
| Mois                              | jan.  | fév.  | mars  | avril | mai   | juin | jui. | août | sep.  | oct.  | nov.  | déc.  | année |
| --------------------------------- | ----- | ----- | ----- | ----- | ----- | ---- | ---- | ---- | ----- | ----- | ----- | ----- | ----- |
| Température minimale moyenne (°C) | −18,6 | −19,4 | −17,5 | −15   | −5,6  | 0,9  | 4,5  | 3,5  | −1    | −7,8  | −11,9 | −16,1 | −8,6  |
| Température moyenne (°C)          | −14,7 | −15,3 | −13,6 | −11,3 | −3,4  | 2,7  | 6,7  | 5,4  | 0,9   | −5,3  | −9    | −12,8 | −5,7  |
| Température maximale moyenne (°C) | −10,8 | −11,2 | −9,7  | −7,6  | −1,2  | 4,6  | 8,8  | 7,3  | 2,8   | −2,8  | −6    | −9,4  | −2,9  |
| Record de froid (°C)              | −38,8 | −43,7 | −46,3 | −39,1 | −21,7 | −8,4 | −0,7 | −3,9 | −12,6 | −20,8 | −33,2 | −35,6 | −46,3 |
| Record de chaleur (°C)            | 7,7   | 5,9   | 6,3   | 7,5   | 10,6  | 15,7 | 21,7 | 18,1 | 15,2  | 8,9   | 7,5   | 7,2   | 21,7  |
| Précipitations (mm)               | 28,2  | 25,4  | 26,3  | 23,6  | 27,6  | 40,6 | 58,4 | 60,3 | 42,5  | 39,1  | 35,3  | 31,3  | 438,6 |

#### Effets du réchauffement climatique
Le réchauffement climatique a entraîné des changements climatiques notables sur le Svalbard. Entre 1970 et 2020, la température moyenne au Svalbard a augmenté de quatre degrés Celsius et pendant les mois d'hiver de sept degrés. Le 25 juillet 2020, une nouvelle température record de 21,7 °C a été mesurée pour l'archipel du Svalbard, qui est également la température la plus élevée jamais enregistrée dans la partie européenne de l'Arctique. De plus, des températures supérieures à 20 °C ont été mesurées quatre jours de suite en juillet 2020. Comme dans de grandes parties de l'Arctique, le dangereux retour glace-albédo peut également être remarqué sur le Svalbard : en raison de la fonte substantielle de la glace, les surfaces de glace se transforment en eau libre, dont la surface plus sombre absorbe plus d'énergie solaire au lieu de la refléter ; par conséquent, ces eaux se réchauffent et davantage de glace dans la région fond de plus en plus vite, créant plus d'eaux libres. Une augmentation de température comprise entre 7 et 10 degrés est attendue au Svalbard d'ici la fin du siècle.

### Géologie

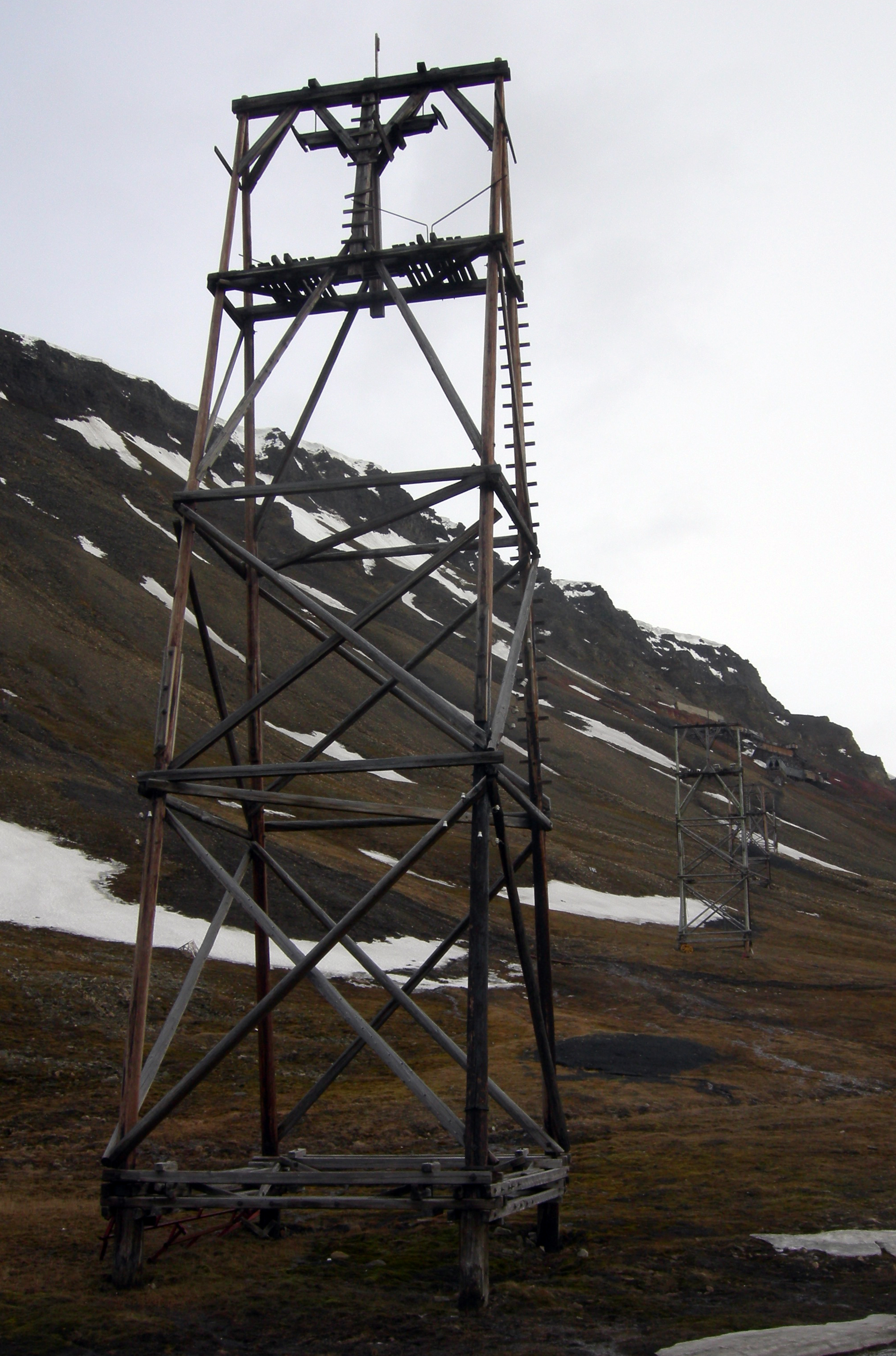
Téléphérique abandonné d'une mine de houille à Longyearbyen.

Des fossiles couvrant une période de près de 400 millions d'années ont été découverts : poissons primitifs, ammonites, rostres de bélemnites, coquillages, traces de pas de dinosaures, fougères, arbres, feuilles. À l'été 2006, un site de fossiles de reptiles marins d'une richesse exceptionnelle a été découvert. Durant les étés 2010 et 2011, des expéditions y ont eu lieu pour comprendre l'apparition des espèces d'insectes ailés.

### Faune

Zones protégées du Svalbard.

La plus grande partie du Svalbard est protégée, classée en réserve naturelle ou en parc national.
Les parties qui ne sont ni montagneuses ni recouvertes de glace sont composées de toundra.
Le Svalbard est un lieu de reproduction majeur pour plusieurs espèces d'oies (Bernache nonnette et Oie à bec court notamment), de canards (principalement les Eiders à duvet et à tête grise et l'Harelde boréale), d'alcidés (Guillemots de Brünnich et à miroir, Mergules nains, Macareux moines...), de laridés (dont le Goéland bourgmestre, la Mouette blanche et la Mouette tridactyle), de labbes et de limicoles. Seules deux espèces de passereaux nichent au Svalbard, le Traquet motteux et le Bruant des neiges ; d'autres espèces peuvent occasionnellement s'y rencontrer, mais il s'agit d'oiseaux s'étant égarés dans leur migration ou ayant été déplacés sur de longues distances par des vents violents.
Les sites abritant les plus grands effectifs d'oiseaux nicheurs se trouvent à Bjørnøya, au Storfjorden, dans le Nordvest-Spitsbergen et à Hopen. Une importante colonie d'oiseaux de mer se trouve sur la rive ouest du fjord de Trygghamna, sur la falaise d'Alkhornet. Il est estimé que la mer de Barents, où se trouve l'archipel, accueille 20 millions d'oiseaux au total en fin d'été (à la suite de la période de reproduction, qui produit de nombreux jeunes).
Quatre espèces de mammifères terrestres sont présents dans l'archipel : le renard polaire, le renne du Spitzberg (variété de petite taille et au pelage très épais), l'ours polaire et le campagnol d'Ondrias,. Par le passé, des tentatives d'introduction du bœuf musqué et du lièvre arctique ont échoué. On peut ajouter à cela une quinzaine d'espèces de mammifères marins incluant baleines, dauphins, morses et phoques (notamment phoque annelé et phoque barbu).
Il existerait entre 3 000 et 5 000 ours polaires sur l'archipel, ce qui constitue une population assez importante. Même si l'espèce est protégée, les habitants sont contraints de prendre leurs précautions en dehors des villages et emportent systématiquement un fusil de chasse afin d'assurer leur sécurité en cas d'attaque. Cependant, son usage est exclusivement réservé à la légitime défense. Le risque d'attaque est réel : un écolier britannique a été tué en 2011 et un guide touristique allemand a été blessé en 2018, parvenant toutefois à tuer l'animal. Un homme a été tué en août 2020, ce qui constitue la sixième attaque mortelle en 50 ans.

Quelques images d'animaux dans le Svalbard
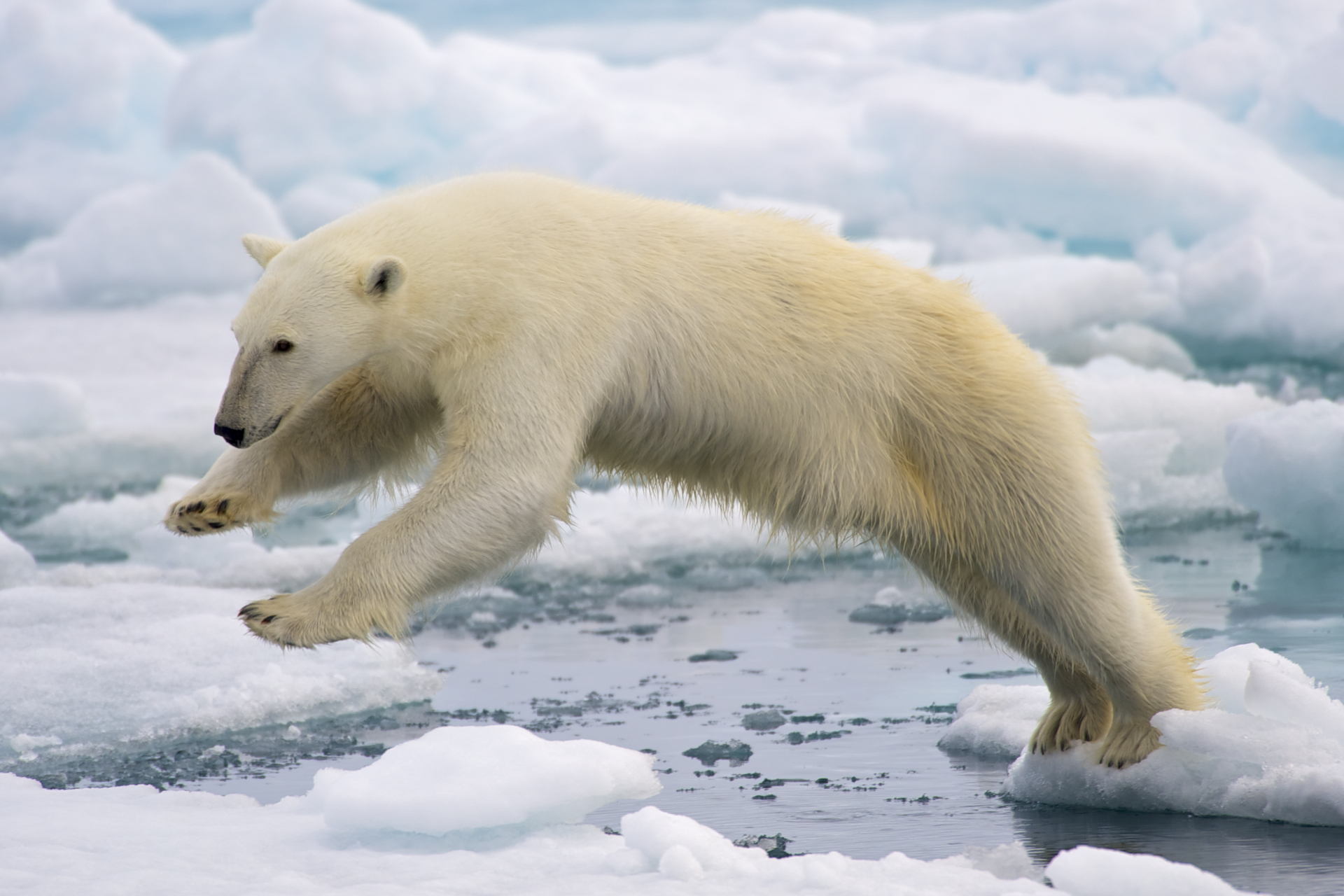
Un ours blanc bondissant entre deux blocs de glace de la banquise en fonte, sur l'île de Spitzberg.
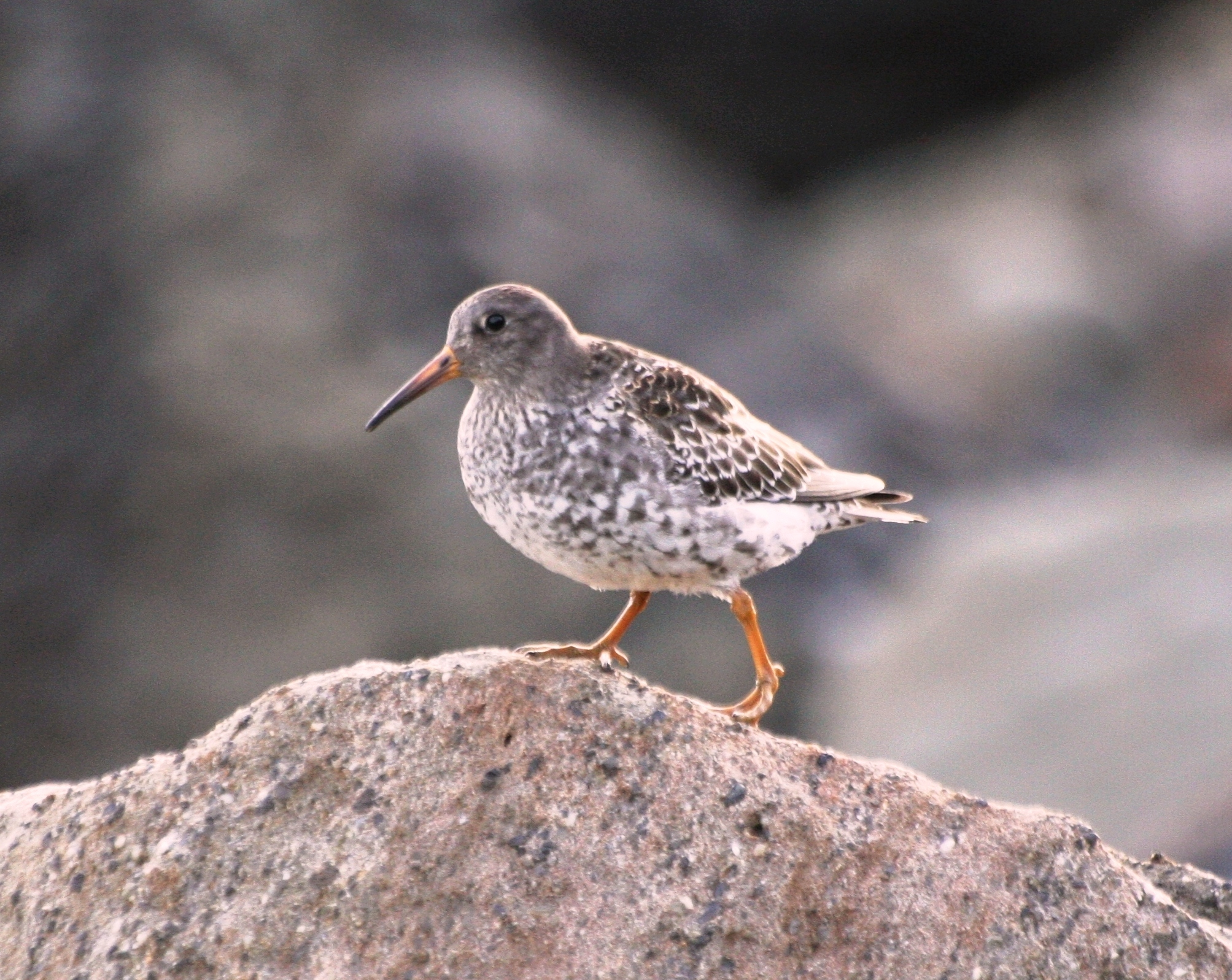
Un bécasseau violet à l'Adventfjorden.
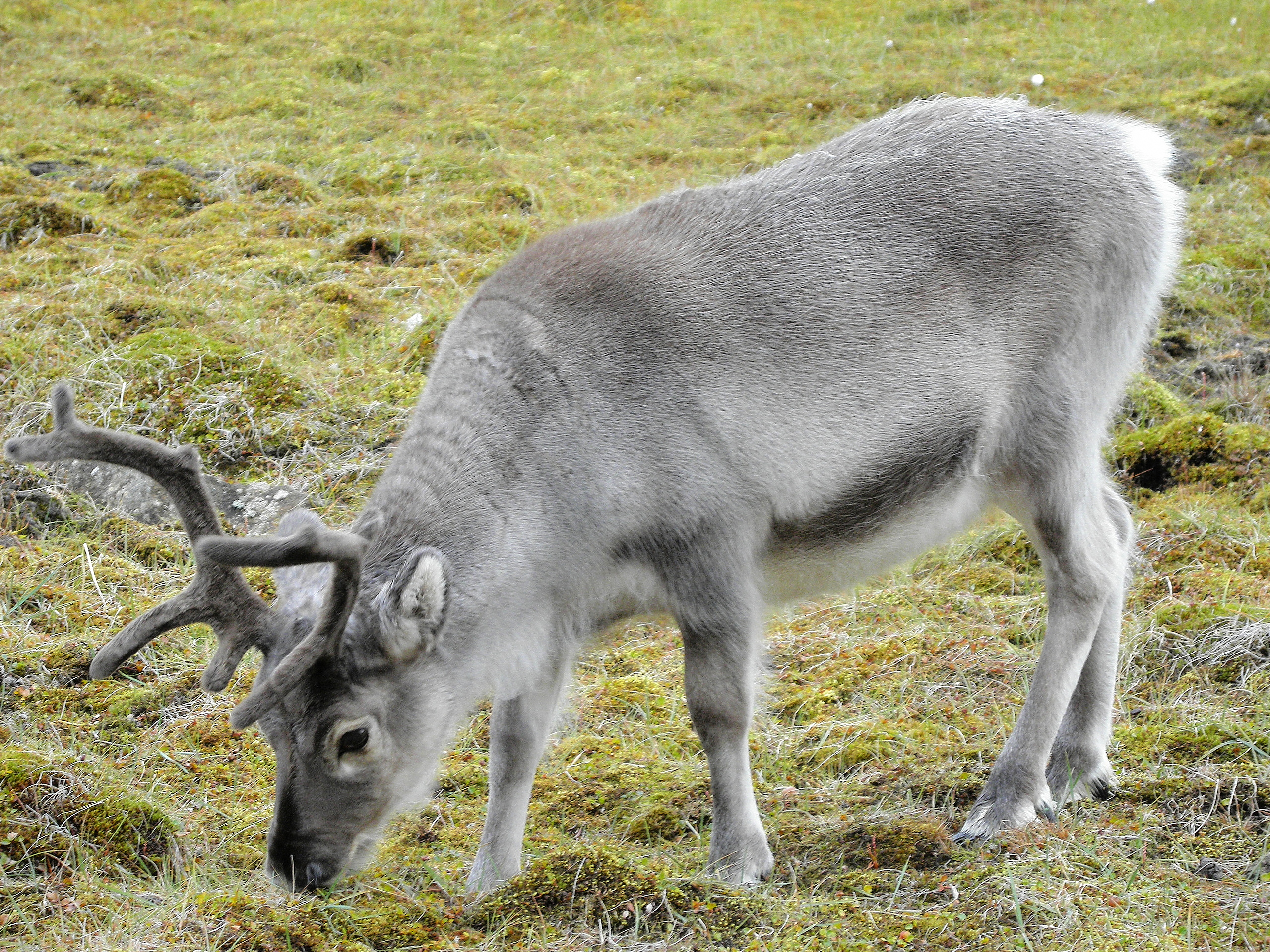
Un renne du Spitzberg.
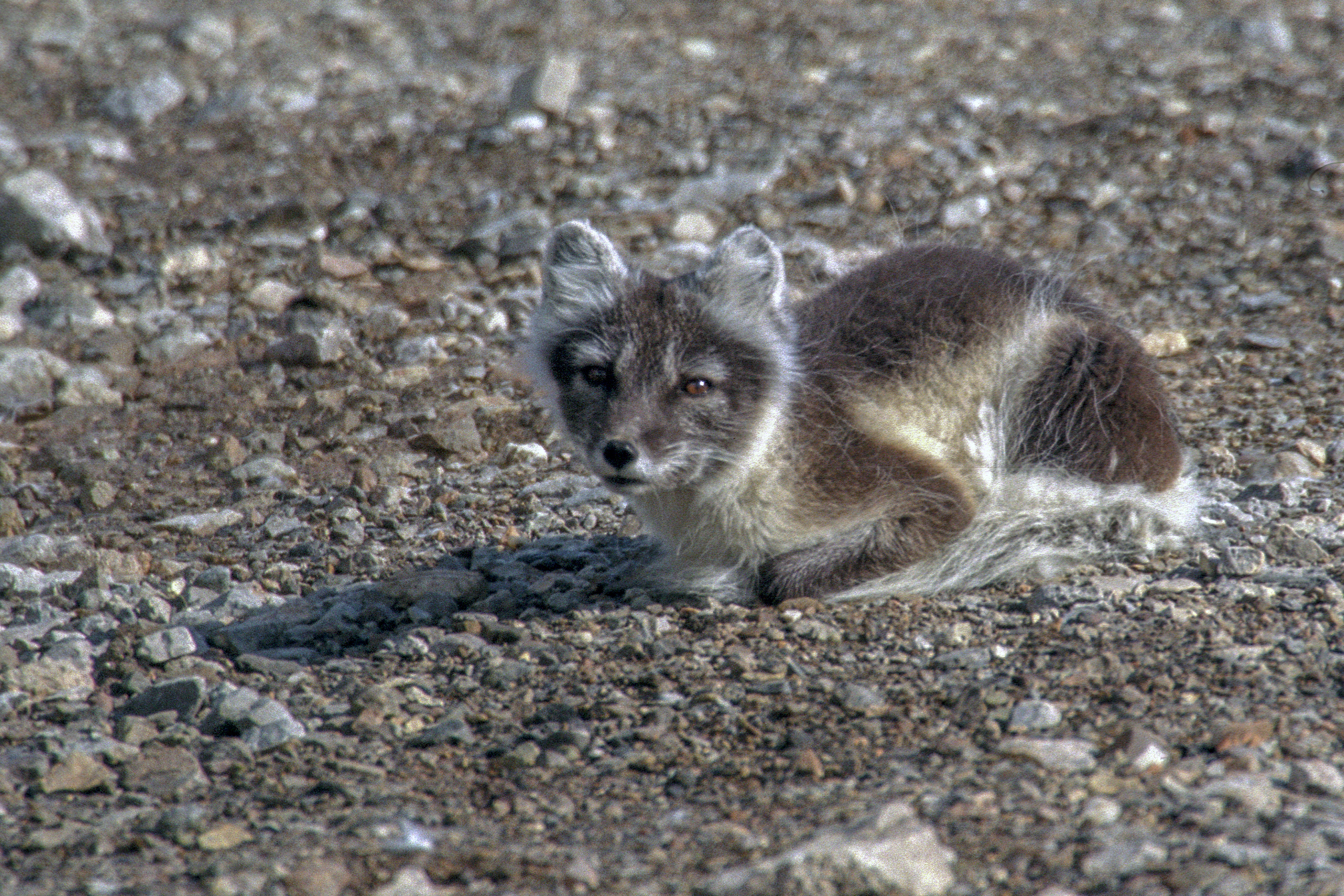
Un renard polaire sur l'île de Spitzberg.

### Flore
Il existe 164 espèces de tracheophyta (plantes vasculaires) dans l'archipel du Svalbard, ce qui n'inclut pas les algues, les mousses et les lichens qui sont des plantes non vasculaires. Ce nombre révèle une diversité de plantes étonnamment variée pour un écosystème nordique. Elles sont toutes à croissance lente du fait du climat extrême de cette région et atteignent rarement plus d'une dizaine de centimètres.
Dans certains habitats, en particulier dans les vallées au climat plus clément, les plantes produisent des tapis de fleurs.

## Histoire

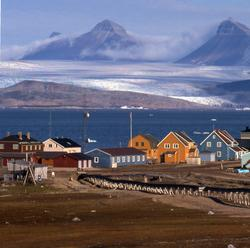
Ny-Ålesund sur la côte ouest de l'île de Spitzberg.

Il y a polémique quant à savoir qui a découvert le Svalbard.
Les sagas islandaises font référence à une terre qu'elles désignent sous le nom de Svalbard – littéralement « côte froide » – et qui se situerait à quatre jours de voile de l'Islande. Il y a environ 900 milles nautiques entre l'Islande et le Svalbard, impossible à parcourir en quatre jours de voile surtout à cette époque. Seule l'île Jan Mayen pourrait correspondre. D'autres avancent que des trappeurs russes auraient pu aborder le Spitzberg dès le XIIIe siècle.
Dans tous les cas, la première découverte incontestable de l'archipel fut réalisée par le navigateur néerlandais Willem Barentsz en 1596. Les îles servirent de base internationale pour la pêche à la baleine lors des XVIIe et XVIIIe siècles. Elles servent également comme base arrière pour de nombreuses expéditions d'exploration de l'Arctique.
Divers marins hollandais visitent l'archipel au XVIIe siècle durant leurs chasses à la baleine. Friderich Martens étudie en 1671 l'histoire naturelle du Spitzberg. En 1707, Cornelis Giles, baleinier, voyage au nord de Nordaustlandet au Svalbard et parvient à atteindre un degré plus au nord de Sjuøyane (les Sept îles) sans rencontrer de glace. Il continue alors sa route vers l'est dans une mer libre et aperçoit une haute terre inconnue par 80° N, la Kvitøya (Terre de Gillis)
Au début du XXe siècle, des compagnies américaines, anglaises, suédoises, russes et norvégiennes commencèrent l'extraction de charbon.
La souveraineté de la Norvège a été reconnue par le traité du Spitzberg le 9 février 1920 avec une clause qui limitait l'utilisation militaire du territoire et une autre qui tolérait les colonies créées par les autres nations. Cinq ans après, la Norvège contrôle officiellement le territoire. Le Svalbard fut le théâtre d'une lutte méconnue entre le Troisième Reich et les Alliés pour l'implantation de stations météorologiques lors de la Seconde Guerre mondiale. L'opération Fritham est un exemple de cette lutte.
Peu après l'invasion de l'Ukraine par la Russie en 2022, ce dernier pays conteste la souveraineté de la Norvège, qui applique les sanctions européennes contre la Russie.

## Administration
Par le traité concernant le Spitzberg du 9 février 1920, la souveraineté norvégienne sur l'archipel a été reconnue et les îles constituent un territoire déclaré « zone démilitarisée ». La Norvège récupéra en 1925 l'administration du Spitzberg, qu'elle décida de rebaptiser Svalbard, pour ne réserver le nom de Spitzberg qu'à l'île principale, jusque-là appelée Spitzberg occidental (Vestspitsbergen).
Cependant, selon les termes de ce traité, les citoyens de divers pays ont le droit d'exploiter les ressources naturelles « sur un pied d'égalité absolu ». En conséquence, un établissement russe permanent, plus ou moins autonome, s'est développé à Barentsburg. Les Russes ont abandonné un établissement similaire à Pyramiden en 2000. Il fut un temps où la population russe du Spitzberg dépassait considérablement la population norvégienne, mais ce n'est plus le cas désormais.
Un gouverneur nommé par la Norvège, le sysselmester, basé à Longyearbyen, administre le territoire, indépendamment du régime des fylker, excepté la fiscalité qui dépend des services d'imposition (fylkesskattekontor) et de contentieux (fylkesskattenemnd) du Nord-Troms et des affaires juridiques qui relèvent du tribunal de grande instance (tingrett) de Tromsø.
La Convention sur la participation des étrangers à la vie publique au niveau local, ratifiée par la Norvège, n'est pas en application dans cet archipel.
Le norvégien est la langue administrative officielle du territoire. Néanmoins, en raison du caractère international des traités signés depuis 1920, tous les textes administratifs sont traduits depuis cette date en anglais et en français, langues internationales des traités, et depuis 1945 le russe remplace le français[pas clair].
Philatélie : le territoire utilise les timbres de Norvège, sans surcharge. Dans les établissements russes, des timbres de la fédération de Russie sont utilisés, sans surcharge.

## Économie
L'activité économique tourne autour de l'extraction de charbon, complétée par la pêche et la chasse. Pendant la dernière décennie du XXe siècle, le tourisme, la recherche scientifique et quelques entreprises de haute technologie se sont développés, particulièrement les stations relais de satellite.
Pour des raisons de présence, la Russie continue l'extraction de charbon au Svalbard, même à perte.
Après une période de tension portant sur la délimitation de la ZEE, les deux pays sont arrivés en 2010 à un accord  sur la délimitation des espaces marins en mer de Barents et dans l'océan Arctique.
Depuis février 2004, le Svalbard est relié par deux liaisons de fibres optiques, faisant 1 400 km chacune à Harstad en Norvège. Ce réseau est utilisé par les stations suivant des satellites en orbite polaire.

## Banque de graines
Un important dépôt de semences, la Réserve mondiale de semences du Svalbard (en norvégien : Svalbard globale frøhvelv), est opérationnel depuis février 2008.
À la fois présentée comme une forteresse pouvant résister aux cataclysmes naturels et humains et une arche de Noé, cette banque de graines, propriété du gouvernement norvégien, est cofinancée par la fondation Rockefeller, la fondation Syngenta et divers organismes privés. Elle doit conserver (à −18 °C) des semences d'arbres et de toutes les cultures vivrières de la planète, et permettre ainsi à l’agriculture et à la sylviculture de mieux résister aux défis imposés par les changements climatiques et les catastrophes d'origine naturelle ou humaine. 
Début 2017, 930 000 variétés essentiellement d'origine agricole étaient présentes dans le bunker. Creusée à 120 mètres sous la surface, la banque de graines dispose d'un volume de stockage de 1 500 m3, ce qui correspond à une quantité de graines estimée à 4,5 millions.
Fin 2016, une température inhabituellement élevée a entraîné un début de fonte du pergélisol qui a causé l'inondation de la galerie d'accès.
En mai 2017 des travaux de consolidation ont été annoncés par Statsbygg (l'opérateur public qui gère le site), avec tranchées drainantes et mur d’étanchéité, et suppression de sources de chaleur présentes dans le tunnel d’accès. Fin 2018 ces travaux devaient être terminés. Si, dans le futur, des intrusions saisonnières d'eau se manifestent dans le haut du bunker, cette eau sera pompée 24 heures sur 24. Un contrôle de la qualité du pergélisol du Svalbard va également démarrer.

## Démographie

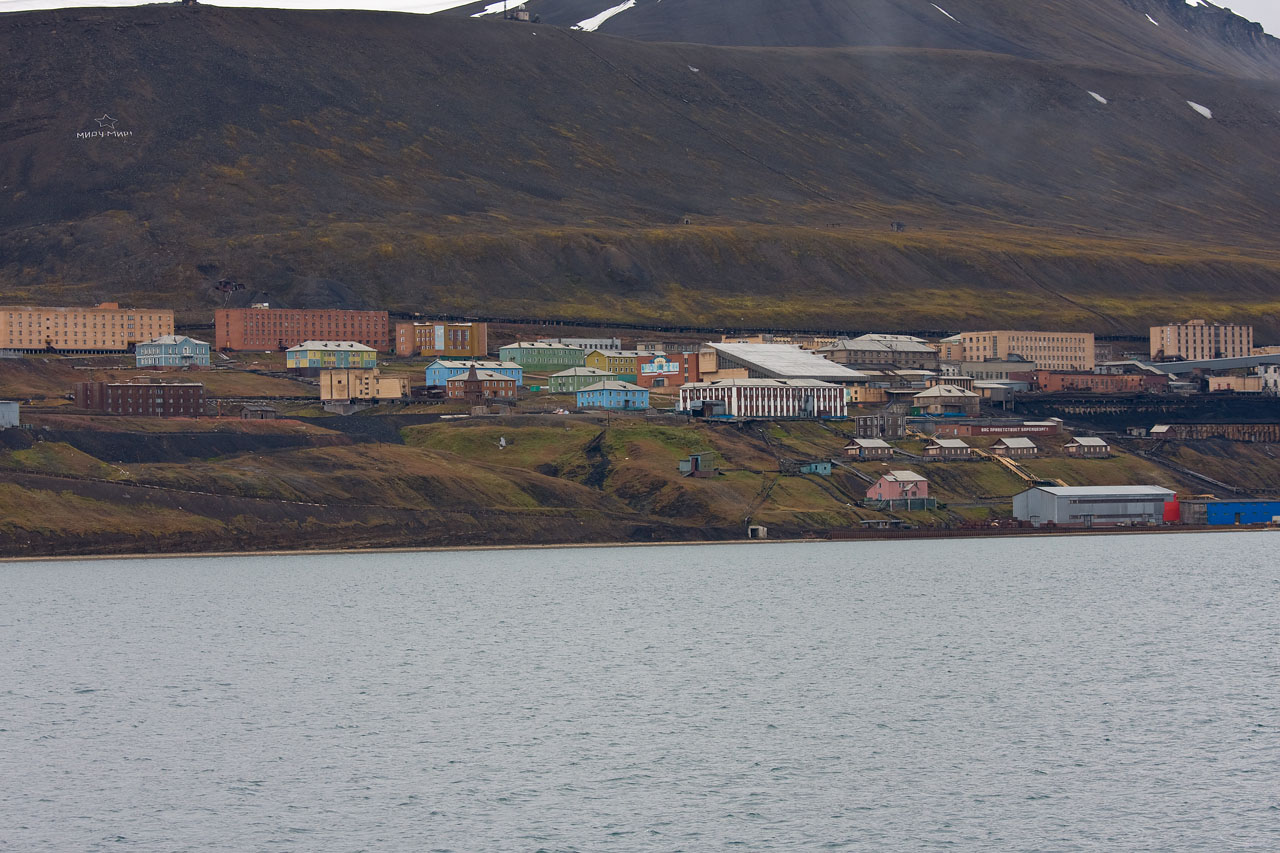
Barentsburg vue de la mer.

La population du Svalbard compte 2 321 habitants en 2007, dont environ 800 citoyens russes et ukrainiens ainsi qu'une quinzaine de scientifiques polonais. La majorité de la population est norvégienne. Ces îles bénéficient d'un statut particulier qui leur permet d'accueillir des étrangers sans visa ou permis de travail. Ainsi, certains immigrants vont au Svalbard pour y travailler lorsqu'ils ont été refusés sur le continent. Un bon nombre de ces personnes pensent pouvoir obtenir un permis de séjour en Norvège après avoir passé plusieurs années au Svalbard, or ceci est rarement le cas[réf. souhaitée].
Les hameaux du Svalbard, tous sur Spitzberg à l'exception de celui sur l'île aux Ours, sont :
- Barentsburg, en russe Баренцбург : installation russe ;
- Grumantbyen, en russe Грумант : établissement russe abandonné en 1961 ; une remise en route des opérations minières a été annoncée en 2003 ;
- Isfjord radio ;
- Longyearbyen ;
- Ny-Ålesund : établissement norvégien avec une mine de charbon jusqu'en 1963 et un centre de recherche depuis 1968 ;
- Pyramiden, en russe Пирамида : établissement russe, abandonné précipitamment en 2000 et en cours de restauration en 2009, apparemment dans un but touristique ;
- Sveagruva.

Les hameaux ne sont reliés par aucune route. Les moyens de transports utilisés sont le bateau, l'avion, l'hélicoptère et la motoneige.

## Dans la culture

### Littérature
- En 1938, Christiane Ritter (1897-2000) publie le récit de son hivernage au Spitzberg en 1934-1935 sous le titre Une femme dans la nuit polaire.
- Le roman Neige noire (1974), d'Hubert Aquin (1929-1977), se déroule en partie sur l'archipel du Svalbard. Les protagonistes montréalais partent pour une croisière dans la mer de Barents et le roman s'ancre dans une représentation d'un nord culturel, à la fois mythique et transnational.
- Le Svalbard est désigné par Philip Pullman (1946-) comme étant le royaume des Panserbjørnes, les Ours en Armure, dans ses romans de la série À la croisée des mondes.
- Plusieurs romans de Monica Kristensen (1950-) se déroulent au Svalbard : Le Sixième Homme, dont l'action se situe particulièrement dans la ville de Longyearbyen ; de même, Opération Fritham se passe dans l'archipel.
- Le roman Extincta (2019), de Victor Dixen (1979-), se situe entièrement au Svalbard. L'action se déroule après le Grand Effondrement qui pourrait se produire à cause du changement climatique : les Derniers Humains se sont réfugiés dans les Dernières Terres (le Svalbard), où ils survivent dans des cités-royaumes éparses. Une cité-royaume, en particulier, est construite autour de la réserve mondiale de semences, restée intacte.

### Musique
- Le musicien suisse Steve Fragnière a mis ensemble un projet incorporant sa musique sur des textes de Benjamin Ruffieux du nom de Sval'Barde, issu du projet Carnets de mer[22].

### Cinéma
- Artic Void, long métrage (2022)
- Les Exilés de l'Arctique, documentaire de Hervé Jouon.
- Pyramiden, long métrage de fiction de Damien Faure avec David d'Ingeo[23] (2023).